# Liu Jun
Liu Jun (en chino: 劉軍; 9 de noviembre de 1968) es un deportista chino que compitió en bádminton. Ganó una medalla de bronce en el Campeonato Mundial de Bádminton de 1991, en la prueba individual.

## Palmarés internacional
| Campeonato Mundial | Campeonato Mundial     | Campeonato Mundial | Campeonato Mundial |
| Año                | Lugar                  | Medalla            | Prueba             |
| ------------------ | ---------------------- | ------------------ | ------------------ |
| 1991               | Copenhague (Dinamarca) | Medalla de bronce  | Individual         |